# Нико Јуринчић
Нико Јуринчић (Бања Лука, 15. децембар 1914 — Бања Лука, 16. фебруар 1983) био је учесник Народноослободилачке борбе, друштвено-политички радник СФР Југославије и СР Босне и Херцеговине.

## Биографија
Нико Јуринчић рођен је 15. децембра 1914. године у Бањој Луци. Године 1933. примљен је у Савез комунистичке омладине Југославије (СКОЈ), а 1935. године постао је члан Комунистичке партије Југославије (КПЈ).
У току Народноослободилачке борбе, чији је учесник од 1941. године, био је политички комесар бригаде и дивизије и члан Обласног комитета КПЈ за Босанску крајину.
После рата био је на многим дужностима:
- секретар Окружног комитета КПЈ за Босанску крајину
- министар индустрије и рударства БиХ
- председник Већа Савеза синдиката БиХ
- члан Централног већа Савеза синдиката Југославије
- потпредседник Скупштине СР БиХ
- члан Централног комитета СК Босне и Херцеговине и Извршног комитета ЦК СК БиХ
- члан Централног комитета СКЈ од Петог до Осмог конгреса, од 1948. до 1968. године
- члан Савезног комитета Социјалистичког савеза радног народа Југославије
- посланик у Скупштини СР БиХ
- посланик у Скупштини СФР Југославије
- члан Савета федерације

Умро је 16. фебруара 1983. године у Бањој Луци.
Носилац је Партизанске споменице 1941. и бројних високих југословенских одликовања, међу којима је Орден народног ослобођења, као и многих других награда.